# Pata umană (film)
Pata umană (în engleză The Human Stain) este un film dramatic din 2003 regizat de Robert Benton⁠(d) în baza unui scenariu de Nicholas Meyer. Filmul reprezintă o adaptare a romanului publicat sub același nume⁠(d) de Philip Roth. Filmul îi are în distribuție pe Anthony Hopkins, Nicole Kidman, Gary Sinise și Ed Harris.

## Rezumat
Spre sfârșitul anilor 1990, scriitorul Nathan Zuckerman⁠(d) (Gary Sinise) se stabilește într-o cabană situată pe malul unui lac din New England, la scurtă vreme după cel de-al doilea divorț al său și o luptă cu cancerul de prostată. Traiul său liniștit este întrerupt de Coleman Silk (Anthony Hopkins), un fost decan și profesor de studii clasice la Colegiul Athena, forțat să demisioneze în urma unor acuzații de rasism. Stresată din cauza scandalului, soția sa moare subit. Coleman dorește să redacteze o lucrare despre evenimentele întâmplate cu ajutorul lui Nathan pentru a se răzbuna pe cei considerați vinovați de pierderea carierei universitare și a partenerei sale de viață.
Proiectul este pus pe planul al doilea când Coleman are o aventură cu Faunia Farley (Nicole Kidman), o tânără femeie semianalfabetă, care muncește ca femeie de serviciu la facultate. Relația celor doi este amenințată atât de corpul profesoral, care l-a obligat pe Coleman să demisioneze, cât și de fostul soț al Fauniei, Lester (Ed Harris), un veteran al Războiului din Vietnam, care o învinovățește de moartea copiilor lor într-un accident. Flashbackuri din viața lui Coleman dezvăluie publicului secretul său: acesta este un afro-american, care și-a asumat identitatea unui evreu alb pe pe parcursul vieții sale de adult.

## Distribuție
- Anthony Hopkins - Coleman Silk
  - Wentworth Miller - tânărul Coleman Silk
- Nicole Kidman - Faunia Farley
- Gary Sinise - Nathan Zuckerman
- Ed Harris - Lester Farley
- Jacinda Barrett - Steena Paulsson
- Mimi Kuzyk - Delphine Roux
- Clark Gregg - Nelson Primus
- Anna Deavere Smith - Dorothy Silk
- Phyllis Newman - Iris Silk
  - Mili Avital - tânărul Iris Silk
- Harry Lennix - Clarence Silk
- Tom Rack - Bob Cat
- Lizan Mitchell - Ernestine Silk
- Danny Blanco-Hall - Walter Silk
- Kerry Washington - Ellie
- Margo Martindale - psiholog